# Bonlez
Bonlez (en wallon Bonlé) est un village de la commune belge de Chaumont-Gistoux située en Région wallonne dans la province du Brabant wallon. C'était une commune à part entière avant la fusion des communes de 1977.
Enchâssé entre Longueville, Chaumont-Gistoux, Grez-Doiceau et Dion-Valmont, Bonlez est arrosé par la rivière du Train, qui est un affluent de la Dyle.

## Démographie
- Sources:INS, Rem:1831 jusqu'en 1970=recensements, 1976= nombre d'habitants au 31 décembre

## Histoire
Le village se partageait autrefois en deux entités : le Haut-Bonlez et le Bas-Bonlez. La première entité qui s’appelait aussi Bouleer deseur Traynes (1383) était situé à l’extrémité méridionale du village, autour de l’église paroissiale, la seconde groupait ses maisons près du château.
De nombreux siècles vont s’écouler avant que Bonlez n’apparaisse dans l’histoire. Vers le milieu du XllIe siècle, Bas-Bonlez obéissait à Guillaume de Walhain, troisième fils d’Arnoul, sire de Walhain. Ces sires de Walhain de très haut lignage avaient coutume d’installer leurs cadets dans les seigneuries vacantes de la région pour pouvoir ainsi étendre leur influence. Les descendants de Guillaume de Walhain possédèrent la seigneurie de Bas-Bonlez jusqu’à la fin du XVe siècle puis celle-ci passa par mariage aux de Hosden ou de Hosdain. Bonlez souffrit de l'attaque des troupes de Van Rossem en 1524.  En 1625, la seigneurie fut vendue à Christophe Van Etten, seigneur de Couwerborch puis, en 1637, à son beau-frère Louis-François de Verreycken, seigneur de Sart sous Grez-Doiceau.
Jusqu’alors, le seigneur de Bas-Bonlez n’avait que la basse justice, c’est-à-dire que sa juridiction ne s’étendait que sur les terres de son domaine et qu’il ne pouvait juger que les délits de minime importance. Il devait livrer les criminels aux officiers du duc de Brabant qui avait la haute justice. En 1630, celle-ci fut cédée à titre d’engagère pour 800 livres puis vendue en 1643 pour 1800 livres.

## Patrimoine et culture

### Patrimoine architectural et sites

#### L’église Sainte Catherine (1771)
L’église actuelle de Bonlez, dédiée à Sainte Catherine, fut bâtie en 1771 aux frais du seigneur Philippe de Varick, comte de Sart et seigneur de Court-Saint-Etienne. À l’intérieur, elle est disposée en basilique à une nef. Le vaisseau est recouvert d’une belle voûte maçonné en anse de paniers. L’église de Bonlez, comme celle de Corroy, avait rang d’église entière.
Elle est construite à l’emplacement de l'église précédente, sur une terrasse surélevée entourée d’un mur de moellons blancs, où le cimetière est également établi. L’ensemble est construit en briques, dont la tonalité est toutefois rehaussée de pierres blanches de Gobertanges.
La toiture est couverte d’ardoises. La tour est carrée. Les deux cloches sont millésimées respectivement de 1698 et 1768. Les dimensions de l’édifice sont pour la longueur de 39 mètres, dont 24,5 pour la nef et 10 pour le chœur ; la largeur est de 12 mètres à la nef, 8 au chœur et 16 mètres en y comprenant ses corps latéraux. En hauteur les dimensions varient aussi selon les parties, tant pour le mur que pour le faîte ; à la tour elles sont respectivement de 18 et 27 mètres, et à la nef, de 11 à 17 mètres. L’église fut terminée en 1771.
Le célèbre Laurent-Benoît Dewez (1731-1812) en fut l'architecte. C’est en 1768 que le baron de Bonlez chargea Dewez de la reconstruction de l’église de Bonlez. Après quoi il lui confia la reconstruction de son hôtel à Bruxelles et une modification de son château à Bonlez.

#### Le château de Bonlez
La seigneurie de Haut-Bonlez eut, en 1312, pour seigneurs les Ripemont puis passa à la famille des de Glymes en 1412. Elle devint propriété des Hosdain par le mariage à la fin du XVIe siècle d’Adrienne de Glymes avec Jacques de Hosdain (ou de Hosden). Les Hosdain et les Verreycken furent à la fois seigneurs de Haut et de Bas-Bonlez. Les Verreycken, devenus seigneurs haut-justiciers, se plurent à agrandir et à embellir la maison forte des Hosdain. Ils la transformèrent en un beau et vaste château en briques, entouré de fossés et cantonné à chaque angle d’une lourde tour carrée. On y accédait par une large avenue de tilleuls. En 1643, Louis-François de Verreycken fut créé baron de Bonlez. À ce jour il appartient à des membres de la famille Ullens de Schooten qui ont fait fortune dans la biologie clinique.  

#### Le Tumulus
À l’époque du Bronze moyen, une tribu, installée à Bonlez et dans les environs, édifia deux tumuli à enceinte, situés dans les bois à environ 350 m du site néolithique de Chaumont-Gistoux. L’un de ces tumuli est intact. Il se compose d’une butte centrale de 18 m de diamètre sur 2,50 m de hauteur, il est entouré d’un terre-plein de 5 m de large qui, à son tour, est protégé vers l’extérieur par une circonvallation de 8 m de large sur 1,50 m de hauteur. Il a un diamètre de 44 m. Ces tumulus qui  paraissent avoir servi de monuments religieux ou de lieux de réunion plutôt que de sépultures, sont placés à 1 300 mètres E.S.E (point cardinal) de l’église paroissiale, sur un plateau d’où la vue s’étend dans toutes les directions.

## Économie
Sur le plan économique, le village a conservé longtemps son caractère agricole. En 1686, les terres de culture occupaient 378 bonniers (1 bonnier =110 ares) sur une superficie globale de 687 bonniers soit près des 50 %, mais des bois étendus autrefois comme aujourd’hui, couvraient une portion importante du territoire : 97 bonniers en 1686, 313 ha en 1834. Les campagnes s’étendent sur le plateau vers Longueville, Grez-Doiceau et Dion-Valmont. Les bois couvrent les coteaux qui s’allongent le long de la vallée du Train et s’étendent vers Gistoux et Chaumont. Quelques fermes importantes ont existé : la ferme de l’Herbe, la ferme du château et la ferme du Grandsart.
L’industrie ancienne s’est limitée à un four à verre activé par le Glabais (la rivière) qui fut exploité dès le XVIe siècle par la famille Colnet. Le moulin de la Queuteralle ou du château, situé le long de la rivière le Train, cessa ses activités à la fin de la guerre 1914-1918. De 1828 à 1830 une fabrique de bleu de tournesol fonctionna à côté du château et a occupé une quarantaine d’ouvriers. De 1840 à environ 1860, une batterie de chanvre existait sur le Glabais. De 1837 à 1930, une filature de lin cultivé fonctionnait, actionnée par le Train. Elle occupait 150 ouvriers au moment de la cessation. À l’écart de la route de Wavre-Perwez et de la ligne vicinale de Gistoux, le village a conservé longtemps son caractère agreste mais, depuis la fin de la Seconde Guerre mondiale, la commune de Bonlez est devenue résidentielle.